# جانگلدین
جانگلدین (قزاقی: Жангелдин) یک منطقه مسکونی در قزاقستان است که در استان آتیرائو واقع شده‌است.